# Эль-Араби, Юссеф
Юссе́ф Эль-Араби́ (фр. Youssef El-Arabi; 3 февраля 1987, Кан, Франция) — марокканский футболист, нападающий клуба «Нант». Выступал за сборную Марокко.

## Клубная карьера
Первым профессиональным клубом Юссефа Эль-Араби является «Кан», до перехода в который нападающий играл в Любительском чемпионате Франции за «УСОН Мондвиль» из одноименного города департамента Кальвадос.
В «Кане» Эль-Араби дебютировал 17 февраля 2009 года против «Валансьена». По итогам сезона «Кан» вылетел в Лигу 2, и сезон 2009—2010 Эль-Араби провел в этом турнире, отыграв 34 матча и забив 11 мячей.
Первый гол в Лиге 1 забил 7 августа 2010 года в выездной игре против «Марселя». Этот гол оказался победным.
После сезона в саудовском клубе «Аль-Хиляль» он 19 июля 2012 перешёл в клуб Ла Лиги «Гранада», подписав четырёхлетний контракт и установив клубный рекорд (5 миллионов евро). За «Гранаду» он провёл 134 матча, в которых забил 45 мячей. Дебютировал за «Гранаду» 20 августа в матче против «Райо Вальекано», завершившимся со счётом 0:1. Первый гол забил 7 октября с пенальти в ворота «Мальорки». Матч завершился со счётом 2:1.
18 июля 2025 года Эль-Араби в статусе свободного агента заключил с французским «Нантом» контракт на год с опцией продления ещё на год.

## Национальная сборная
С 2010 года Юссеф эль-Араби выступал за сборную Марокко. В составе сборной форвард принимал участие в отборочных матчах к чемпионату мира—2014, Кубкам африканских наций 2012 (6 матчей) и 2013 (1 матч, 1 гол). Нападающий дважды попадал в заявку команды на финальные турниры Кубка африканских наций. В 2012 году он сыграл 2 матча на турнире, годом позже — 3 (и забил гол в ворота сборной Кабо-Верде).

## Статистика
| Клуб                 | Сезон              | Национальный чемпионат | Национальный чемпионат | Национальные кубки | Национальные кубки | Континентальные кубки | Континентальные кубки | Всего | Всего |
| Клуб                 | Сезон              | Игры                   | Голы                   | Игры               | Голы               | Игры                  | Голы                  | Игры  | Голы  |
| -------------------- | ------------------ | ---------------------- | ---------------------- | ------------------ | ------------------ | --------------------- | --------------------- | ----- | ----- |
| Кан                  | 2008/2009          | 2                      | 0                      | 0                  | 0                  | 0                     | 0                     | 2     | 0     |
| Кан                  | 2009/10            | 34                     | 11                     | 1                  | 0                  | 0                     | 0                     | 35    | 11    |
| Кан                  | 2010/2011          | 38                     | 17                     | 1                  | 0                  | 0                     | 0                     | 39    | 17    |
| Всего за «Кан»       | Всего за «Кан»     | 74                     | 28                     | 2                  | 0                  | 0                     | 0                     | 76    | 28    |
| Аль-Хиляль (Эр-Рияд) | 2011/12            | 21                     | 12                     | 5                  | 0                  | 6                     | 4                     | 32    | 16    |
| Гранада              | 2012/2013          | 18                     | 4                      | 1                  | 0                  | 0                     | 0                     | 19    | 4     |
| Всего за «Гранаду»   | Всего за «Гранаду» | 18                     | 4                      | 1                  | 0                  | 0                     | 0                     | 19    | 4     |
| Всего                | Всего              | 113                    | 44                     | 8                  | 0                  | 6                     | 4                     | 127   | 48    |

## Достижения
- Чемпион Катара (2): 2016/17, 2017/18
- Чемпион Греции (3): 2019/20, 2020/21, 2021/22
- Обладатель Кубка Греции: 2019/20
- Победитель Лиги Конференций: 2023/24

- Лучший бомбардир чемпионата Катара (2): 2016/17, 2017/18
- Лучший бомбардир чемпионата Греции (2): 2019/20, 2020/21